# Anguillara Veneta
Anguillara Veneta település Olaszországban, Veneto régióban, Padova megyében. Lakosainak száma 4124 fő (2023. január 1.). Anguillara Veneta Agna, Boara Pisani, Cavarzere, Pozzonovo, Rovigo, San Martino di Venezze, Tribano és Bagnoli di Sopra községekkel határos.

## Népesség
A település népességének változása:
| Lakosok száma | 4401 | 4325 | 4124 |
|               | 2017 | 2018 | 2023 |